# Arhopala zalinda
Arhopala zalinda är en fjärilsart som beskrevs av Corbet 1941. Arhopala zalinda ingår i släktet Arhopala och familjen juvelvingar. Inga underarter finns listade i Catalogue of Life.